# Alex Vincent
Pour les articles homonymes, voir Vincent.
Alex Vincent (né le 29 avril 1981, à Wayne (New Jersey)) est un acteur américain. Il est surtout connu pour avoir tourné dans les films Jeu d'enfant et Chucky, la poupée de sang dans le rôle d'Andy Barclay.

## Filmographie
- 1988 : Jeu d'enfant (Child's Play) : Andy Barclay
- 1989 : Wait Until Spring, Bandini
- 1990 : Chucky 2 : La poupée de sang : Andy Barclay
- 1992 : Just like in the movies
- 1993 : My family treasure
- 2013 : La Malédiction de Chucky : Andy Barclay
- 2017 : Le Retour de Chucky (Cult of Chucky) de Don Mancini : Andy Barclay
- 2021 : Chucky : Andy Barclay